# Lac Manouane (sjö i Kanada, Saguenay/Lac-Saint-Jean)
Lac Manouane är en sjö i Kanada.   Den ligger i regionen Saguenay–Lac-Saint-Jean och provinsen Québec, i den östra delen av landet, 700 km nordost om huvudstaden Ottawa. Lac Manouane ligger 490 meter över havet. Arean är 461 kvadratkilometer. Den sträcker sig 51,8 kilometer i nord-sydlig riktning, och 36,2 kilometer i öst-västlig riktning.
Trakten runt Lac Manouane är nära nog obefolkad, med mindre än två invånare per kvadratkilometer.